# Stegen (Allemagne)
Pour l’article homonyme, voir Stegen.
Stegen est une commune de Bade-Wurtemberg (Allemagne), située dans l'arrondissement de Brisgau-Haute-Forêt-Noire, dans le district de Fribourg-en-Brisgau.

## Géographie
La commune de Stegen, située dans le haut de la vallée de la Dreisam, se trouve dans le parc naturel du sud de la Forêt-Noire, à environ 8 km (à vol d'oiseau) à l'est de Fribourg-en-Brisgau. Elle s'étend au nord de la confluence des rivières Rotbach et Wagensteigbach qui forment alors la Dreisam. L'Eschbach (un affluent de la Dreisam) traverse son centre-ville.